# محمد العمودی
محمد العمودی (به عربی: محمد العمودي) (زاده ۳۱ ژوئیه ۱۹۴۶) کارآفرین، بازرگان و سرمایه‌دار عربستانی اتیوپی‌تبار است، که در حال حاضر با دارایی خالص ۱۴٫۸ میلیارد دلار، پس از ولید بن طلال، در رتبه دوم از ثروتمندترین افراد در عربستان سعودی قرار دارد.
العمودی در سال ۲۰۱۴ از سوی مجله فوربز، در فهرست ثروتمندترین افراد جهان، رتبه ۶۱ را به خود اختصاص داد. وی در شرکت‌های زیادی در سراسر جهان، دارای سهام می‌باشد، که برای نمونه می‌توان به گروه سعودی پژوهش و بازاریابی و هتل‌های شرایتون اشاره کرد.
وی در ۴ نوامبر ۲۰۱۷ به اتهام فساد به دستور ولیعهد عربستان بازداشت شد.